# Eduardo González Pálmer
Pour les articles homonymes, voir Palmer.
Eduardo González Palmer (né le 23 août 1934 à Maravatío au Michoacán et mort le 21 février 2022) est un ancien joueur international de football mexicain, qui évoluait en tant qu'attaquant.
Il n'a connu qu'un seul club durant sa carrière, le Club América, mais est surtout reconnu pour avoir terminé au rang de meilleur buteur du championnat du Mexique lors de la saison 1958-1959 avec 25 buts.